# Cordillera Huanzo
Die Cordillera Huanzo, auch Cordillera de Huanzo, alternative Schreibweise: Wansu, ist ein Gebirgszug in der peruanischen Westkordillere der Anden in Südamerika.

## Lage
Die Cordillera Huanzo befindet sich in den Regionen Apurímac, Arequipa, Ayacucho und Cusco im Südwesten von Peru. Der geringfügig vergletscherte Gebirgszug liegt zwischen den Breitengraden 14°30'S und 15°01'S und den Längengraden 72°10'W and 73°15'W. Er erstreckt sich in West-Ost-Richtung über eine Strecke von etwa 120 km. Höchste Erhebung ist der Chancoaña mit 5494 m. Der Gebirgszug begrenzt das Andenhochland der Region Apurímac nach Süden hin. Etwa 70 km südlich der Cordillera Huanzo verläuft die Vulkankette Cordillera Ampato. Weiter östlich befindet sich die Cordillera Chila. Die Südflanke der Cordillera Huanzo wird über den Río Marán und den Río Cotahuasi, den beiden Quellflüssen des Río Ocoña, zum Pazifischen Ozean hin entwässert. Die Nordflanke wird über die Flüsse Río Chalhuanca, Río Vilcabamba und Río Santo Tomás zum Río Apurímac hin entwässert.

## Berge und Gipfel
Im Folgenden eine Liste von Bergen und Gipfeln in der Cordillera Huanzo:
| Name (hispanisiert) | Name (Quechua) | Höhe in m |                            | Distrikte                                             |
| ------------------- | -------------- | --------- | -------------------------- | ----------------------------------------------------- |
| Chancoaña           | Chankuwaña     | 5494      | -14.62565 -72.46546 5494   | Oropesa, Santo Tomás                                  |
| Huaychahui          | Waych'awi      | 5445      | -14.830556 -72.310556 5445 | Cayarani, Puyca, Santo Tomás                          |
| Huaytane            | Waytani        | 5430      | -14.66148 -72.4718 5430    | Oropesa, Puyca, Santo Tomás                           |
| Huajrahuire         | Waqrawiri      | 5425      | -14.97628 -72.20537 5425   | Distrikt Orcopampa                                    |
| Huaña               | Waña           | 5400      | -14.606944 -72.453611 5400 | Santo Tomás                                           |
| Alcabalusa          | Allqa Walusa   | 5334      | -14.67151 -72.63072 5334   | Oropesa, Huaynacotas                                  |
| Yana Yana           | Yana Yana      | 5321      | -14.948056 -72.367778 5321 | Cayarani, Puyca                                       |
| Huachuhuilca        | Wachu Willka   | 5315      | -14.911667 -72.559722 5315 | Puyca                                                 |
| Cullpacucho         | Qullpa K'uchu  | 5300      | -14.7956 -72.4118 5300     | Puyca, Santo Tomás                                    |
| Huamanripa          | Wamanripa      | 5300      | -14.665 -72.406667 5300    | Santo Tomás                                           |
| Huayunca            | Wayunka        | 5300      | -14.61702 -72.50571 5300   | Oropesa                                               |
| Vilcarana           | Willkarana     | 5300      | -14.52507 -72.53913 5300   | Oropesa                                               |
| Ikma                | Igma           | 5291      | -14.58292 -72.46005 5291   | Oropesa, Santo Tomás                                  |
| Huiscahuaque        | Wiska Waqi     | 5291      | -14.809444 -72.339167 5291 | Santo Tomás                                           |
| Lunco               | Lunq'u         | 5224      | -14.76003 -72.84644 5224   | Coronel Castañeda, Huaynacotas, Juan Espinoza Medrano |